# Gran Raid du Cro-Magnon
Il Grand Raid du Cro-Magnon (abbreviato spesso in Cro) è un ultratrail di 104 km e circa 5500 m di dislivello in salita che si svolge fra Limone Piemonte (CN) e Cap d'Ail (Francia).
Si disputa in genere all'inizio del mese di giugno (nel 2008 si è svolto invece il 14-15 giugno per diminuire i rischi di maltempo). Proprio il maltempo fermò dopo 15 km l'edizione del 2007.

## Percorso
Il percorso si snoda fra Italia e Francia e comprende una grande varietà di ambienti: mulattiere, strade sterrate, piccoli tratti in asfalto, pietraie, nevai, prati e scalinate.
L'edizione 2008 ha seguito il seguente percorso (94 km e 4200 m di dislivello, accorciamento reso necessario da un'ordinanza comunale):
Limone 1400-Colle di Tenda-Baisse de Peyrefique-Casterino-Les Meches-Pas de la Nauque-Pointe de la Corne de Bouc-Pas Jugale-Baisse de St.Veran-L'Authion-Mangiabo-Sospel-Col de Castillon-Col des Banquettes-Cime de Baudon-Col de la Madone-Antennes (Gallian) La Turbie-Cap d'Ail
Le salite più impegnative sono quelle alla Corne de Bouc (2453 m) nel tratto iniziale e alla Cime de Baudon (1210 m) nel tratto finale.

## Albo d'oro
- 2001 Marco Olmo (Italia)
- 2002 Marco Olmo (Italia)
- 2003 Marco Olmo (Italia)
- 2004 Marco Olmo (Italia)
- 2005 Marco Olmo (Italia)
- 2006 Marco Olmo (Italia)
- 2007 annullata causa maltempo
- 2008 Dachhiri Dawa Sherpa (Nepal)
- 2009 annullata per neve abbondante sul percorso
- 2010 Guillon Antoine (Francia)
- 2011 annullata per neve abbondante sul percorso
- 2012 Barnes Pablo (Argentina)
- 2013 annullata per neve abbondante sul percorso
- 2014 Barnes Pablo (Argentina)
- 2015 Michele Graglia (Italia)
- 2016 Christian Insam (Italia)
- 2017 Mauro Giraudo (Italia)
- 2018 non disputata